# Estrecho de McMurdo
El estrecho de McMurdo se encuentra en el mar de Ross, océano Glacial Antártico, la Antártida. Sus aguas están obstruidas por el hielo de la barrera de hielo de McMurdo, sus dimensiones son aproximadamente 55 kilómetros (35 millas) de largo por el mismo ancho.

## Descripción
El estrecho de McMurdo abarca 4000 kilómetros de litoral que se abre al mar de Ross al norte, la cordillera Royal Society se eleva sobre el litoral occidental, a 4205 metros sobre el nivel del mar, la barrera de hielo de McMurdo es su límite sur y la isla de Ross por el lado este. Este es el punto preferido por los exploradores polares para comenzar sus intentos de alcanzar el polo sur.
El volcán activo del monte Erebus de 3794 metros domina la isla de Ross. Donde se ubican las más importantes bases científicas de los Estados Unidos, la Planta de McMurdo, así como la de Nueva Zelanda la Base Scott, sobre la orilla sur de la isla. Menos del 10 por ciento del litoral del estrecho está libre de hielo.

## Historia
El capitán James Clark Ross descubrió el estrecho, que está aproximadamente a 1300 kilómetros del polo sur, en febrero de 1841 y lo denominó así en honor al teniente Archibald McMurdo del HMS Terror. Este estrecho sirve hoy como una ruta de reabastecimiento para los cargueros y para los aviones que aterriza sobre pistas de aterrizaje flotantes en el hielo cercano a la Estación McMurdo. Por causa de este uso continuado por los científicos y el personal de apoyo desde el año 1957, la bahía Winter Quarters se ha convertido en un puerto altamente contaminado.
- Datos: Q1056751
- Multimedia: McMurdo Sound / Q1056751